# El Esperanto: Fenómeno de la Comunicación
El Esperanto: fenómeno de la comunicación es un libro del traductor escocés y esperantista William Auld. Originalmente escrito en esperanto con el título La fenomeno Esperanto (Universala Esperanto-Asocio, 1988), traducido y adaptado al español por Marcos Cruz con la colaboración de Cristina Abril, Jorge Camacho, Mónica Cruz, Miguel Fernández y Antonio Valén. Esta versión al español de Marcos Cruz fue publicada en 1992, editada por Esperanto - Liceo de Madrid con la colaboración de Lupe Sanz, subvencionada por la Dirección General del Libro y Bibliotecas del Ministerio de la Cultura.
En el Prólogo a la edición española, Antonio Valén explica el origen del libro:
- "La presente obra es la traducción española de un informe que la Asociación Universal de Esperanto encargó a uno de los mejores expertos para conmemorar el centenario de este idioma. En principio, el libro está concebido para un público no esperantista que desee información sobre la lengua auxiliar internacional, y por eso su traducción merece todos los parabienes..." Auld, William (1992). «Prólogo».  En Esperanto - Liceo de Madrid, ed. El esperanto: fenómeno de la comunicación. Madrid. p. 7. ISBN 84-604-4996-3.

El Esperanto: fenómeno de la comunicación no es un manual o un curso para aprender el idioma. La mayor parte del libro es de estructura argumentativa: cada capítulo es un ensayo corto que va desarrollando el tema principal del libro. Posee cierta abundancia de referencias, citas textuales, ejemplos traducidos y bibliografías. Si bien no es un curso de esperanto, en el Capítulo 4 se hace un repaso de las 16 reglas gramaticales del esperanto. En los apéndices del libro se completa la información sobre preposiciones, afijos y un cuadro de voces simples o correlativos. En el Apéndice C del libro puede leerse el Discurso de Zamenhof que fue pronunciado durante el Primer Congreso Universal de Esperanto, llevado a cado en Boulogne-sur-Mer, Francia, en 1905.